# Sequenza Zuñi
La sequenza Zuñi è la maggiore sequenza cratonica dopo quella di Absaroka che iniziò nel più tardo Giurassico, toccando il suo massimo nel tardo Cretacico, e terminò all'inizio del successivo Paleocene.   Sebbene non fosse l'ultima più grande trasgressione, essa fu comunque l'ultima sequenza completa capace di coprire il cratone nordamericano; la successiva sequenza Tejas fu molto meno estesa.

## Causa e progressione
Simile ad altre sequenze, la Zuñi fu probabilmente causata da una piuma di mantello - più specificamente, dall'evento cosiddetto della Superpiuma del Medio-Cretacico.  Una massa di insolita roccia calda venne a sollevarsi dal mantello inferiore alla base della litosfera, alimentando un incremento drammatico dei tassi di espansione del fondale marino; ciò provocò nelle dorsali più calde medio-oceaniche un aumento del loro volume, spostando perciò gli oceani sui continenti. 
Il livello del mare s'innalzò all'inizio del Cretacico, fin dal Cenomaniano, di circa 250 metri più alto di quanto lo sia oggi.   Questo fu il tempo del grande Mare interno occidentale, e l'estesa sedimentazione continentale di carbonati e scisto altrove. ,  C'erano anche intervalli dove lo scisto nero era accumulato in abbondanza sui continenti, indicativo di una colonna d'acqua stagnante; apparententemente l'acqua negli oceani polari era troppo calda per diminuire e ossigenata dagli abissi, come lo è oggi.   Molte di questi scisti neri sono adesso ricche fonti di petrolio. 
Le acque della sequenza Zuñi iniziarono ad abbassarsi nel tardo periodo Cretaceo, e all'inizio del Cenozoico una nuova discordanza del vasto cratone nordamericano indica una regressione completa prima della sequenza Tejas del tardo Paleogene. 